# 太原市文物保护单位
太原市文物保护单位是据《中华人民共和国文物保护法》和《中华人民共和国文物保护法实施条例》，由太原市人民政府公布的市级文物保护单位。太原市文物保护单位在1983年8月17日、2000年9月21日、2011年12月31日三次公布，迄今共公布了三批，143处。第三批太原市文物保护单位公布在第三次全国文物普查之后，包括了普查工作的新成果。根据《太原市人民政府关于公布第三批市级文物保护单位的通知》（并政发〔2011〕51号），太原市政府要求县区及有关单位为市级文物保护单位划定保护范围和建设控制地带，制作并竖立保护标志，建立档案记录。文物行政部门会同城乡建设规划部门商定文物保护单位保护措施，并纳入规划。具体情况如下：
- 第一批：1983年8月17日
- 第二批：2000年9月21日
- 第三批：2011年12月31日（109处）,其中：[參 2]
  - 古遗址（26处）
  - 古墓葬（6处）
  - 古建筑（49处）
  - 石窟寺及石刻（2处）
  - 近现代重要史迹及代表性建筑（26处）

## 列表
已经升格为全国重点文物保护单位和山西省文物保护单位的不再列入。
| 名称                       | 编号 | 分类                       | 年代                   | 地址                                                             | 公布时间       | 图像 |
| -------------------------- | ---- | -------------------------- | ---------------------- | ---------------------------------------------------------------- | -------------- | ---- |
| 革命烈士陵园               |      | 革命遗址和纪念建筑         | 1950年                 | 太原市迎泽区郝庄镇双塔村双塔南巷19号                             | 1983年8月17日  |      |
| 中共北方局和八路军办事处   |      | 革命遗址和纪念建筑         | 土地革命和抗战时期     | 太原市杏花岭区新民中正街23、24号                                 | 1983年8月17日  |      |
| 孙中山纪念馆               |      | 革命遗址和纪念建筑         | 1912年                 | 太原市迎泽区柳巷街道海子边西街社区儿童公园文瀛湖北岸             | 1986年11月     |      |
| 古交文化遗址               |      | 古文化遗址                 | 旧石器时代             | 古交市桃园街道李家社村东约600米                                  | 1983年8月17日  |      |
| 石千峰文化遗址             |      | 古文化遗址                 | 旧石器时代             | 古交市邢家社乡北石沟村北石千峰                                   | 1983年8月17日  |      |
| 义井文化遗址               |      | 古文化遗址                 | 新石器时代             | 太原市晋源区义井街道义井村西                                     | 1983年8月17日  |      |
| 宝梵寺                     |      | 古建筑                     | 清                     | 清徐县东于镇东于村                                               | 1983年8月17日  |      |
| 文庙—城隍庙                |      | 古建筑                     | 明                     | 清徐县徐沟镇                                                     | 1983年8月17日  |      |
| 芳林寺大殿                 |      | 古建筑                     | 明                     | 太原市晋源区晋祠镇晋祠社区晋祠博物馆内                           | 1983年8月17日  |      |
| 崇福寺大殿                 |      | 古建筑                     | 明                     | 太原市晋源区晋祠镇天龙山圣寿寺内                                 | 1983年8月17日  |      |
| 南十方院（白云寺）         |      | 古建筑                     | 明、清                 | 太原市迎泽区桥东街道南巷社区红土沟南                             | 1983年8月17日  |      |
| 皇庙（万寿宫）             |      | 古建筑                     | 明、清                 | 太原市迎泽区文庙街道文庙社区万寿宫街                             | 1983年8月17日  |      |
| 古关帝庙                   |      | 古建筑                     | 明                     | 太原市迎泽区柳巷街道校尉营社区西校尉营25号                       | 1983年8月17日  |      |
| 千佛碑                     |      | 石刻、石雕、铸造文物       | 东魏                   | 阳曲县东黄水镇大汉村                                             | 1983年8月17日  |      |
| 燃灯塔                     |      | 石刻、石雕、铸造文物       | 北齐                   | 太原市晋源区晋祠镇西镇村西约2.5千米琉璜沟内                      | 1983年8月17日  |      |
| 华严经石刻                 |      | 石刻、石雕、铸造文物       | 唐                     | 太原市晋源区晋祠镇晋祠社区晋祠博物馆内                           | 1983年8月17日  |      |
| 宝贤堂石刻                 |      | 石刻、石雕、铸造文物       | 明                     | 太原市迎泽区郝庄镇郝庄村永祚寺内                                 | 1983年8月17日  |      |
| 崇德卢石刻                 |      | 石刻、石雕、铸造文物       | 清                     | 太原市迎泽区柳巷街道海子边西街社区海子边街99号儿童公园西隅碑廊   | 1983年8月17日  |      |
| 铁钟                       |      | 石刻、石雕、铸造文物       | 金                     | 太原市晋源区晋祠镇晋祠社区晋祠博物馆内                           | 1983年8月17日  |      |
| 唐叔虞墓                   |      | 古墓葬                     | 西周                   | 太原市晋源区晋祠镇牛家口村东                                     | 1983年8月17日  |      |
| 蛮王墓                     |      | 古墓葬                     | 北魏                   | 清徐县柳杜乡西青堆村东南约300米                                  | 1983年8月17日  |      |
| 李存孝墓                   |      | 古墓葬                     | 后唐                   | 太原市晋源区晋源街道店头村风峪沟                                 | 1983年8月17日  |      |
| 晋绥八分区（专署）旧址     |      | 革命遗址及革命纪念建筑物   | 1943年                 | 古交市岔口乡关头村                                               | 2000年9月21日  |      |
| 八分区殉国烈士纪念碑       |      | 革命遗址及革命纪念建筑物   | 1944年                 | 古交市常安乡睦联坡村                                             | 2000年9月21日  |      |
| 牛驼寨战斗遗址             |      | 革命遗址及革命纪念建筑物   | 1949年                 | 太原市杏花岭区中涧河乡牛驼村老爷岭中心                           | 2000年9月21日  |      |
| 思西遗址                   |      | 古遗址                     | 新石器时代             | 阳曲县泥屯镇归朝村与思西村之间                                   | 2000年9月21日  |      |
| 河家庄遗址                 |      | 古遗址                     | 新石器时代             | 娄烦县娄烦镇河家庄村东北约100米的台地上                          | 2000年9月21日  |      |
| 彭城太妃墓                 |      | 古墓葬                     | 北齐                   | 太原市万柏林区神堂沟街道黄坡村西北部黄土垴上                     | 2000年9月21日  |      |
| 朱棡墓                     |      | 古墓葬                     | 明                     | 太原市小店区黄陵乡老峰村                                         | 2000年9月21日  |      |
| 文殊塔                     |      | 古建筑                     | 唐                     | 清徐县碾底乡碾底村                                               | 2000年9月21日  |      |
| 太原旧城墙遗址             |      | 古建筑                     | 明                     | 太原市杏花岭区巨轮街道北大街中社区                               | 2000年9月21日  |      |
| 古园通寺                   |      | 古建筑                     | 明                     | 杏花岭区鼓楼街道东缉虎营社区20号院内                             | 2000年9月21日  |      |
| 寿宁寺                     |      | 古建筑                     | 明、清                 | 清徐县集义乡大常村                                               | 2000年9月21日  |      |
| 九龙庙                     |      | 古建筑                     | 明、清                 | 太原市晋源区晋源镇古城营村                                       | 2000年9月21日  |      |
| 藏经楼                     |      | 古建筑                     | 清                     | 太原市迎泽区迎泽街道青年路二社区迎泽公园内                       | 2000年9月21日  |      |
| 关帝庙                     |      | 古建筑                     | 清                     | 太原市杏花岭区杏花岭街道天地坛社区南肖墙23号                     | 2000年9月21日  |      |
| 河口圣母庙                 |      | 古建筑                     | 清                     | 古交市河口镇河口村西                                             | 2000年9月21日  |      |
| 三教寺                     |      | 古建筑                     | 明                     | 娄烦县娄烦镇娄烦村南山梁上                                       | 2000年9月21日  |      |
| 蒙山大佛                   |      | 石窟寺及石刻               | 北齐                   | 太原市晋源区罗城街道寺底村南                                     | 2000年9月21日  |      |
| 琉璜沟石窟                 |      | 石窟寺及石刻               | 唐                     | 太原市晋源区晋祠镇西镇村西约1.5千米琉璜沟内山石上                | 2000年9月21日  |      |
| 史匡翰墓碑                 |      | 石窟寺及石刻               | 五代                   | 太原市小店区黄陵街道大吴社区东隅                                 | 2000年9月21日  |      |
| 开化寺民居                 |      | 近现代代表性文物建筑       | 清                     | 太原市迎泽区柳巷街道开化寺南街社区开化寺西街28号、开化寺南街34号 | 2000年9月21日  |      |
| 傅公祠                     |      | 近现代代表性文物建筑       | 民国                   | 太原市杏花岭区东辑虎营街省政协院内                               | 2000年9月21日  |      |
| 府东街东花园               |      | 近现代代表性文物建筑       | 民国                   | 太原市杏花岭区府东街省政府东侧                                   | 2000年9月21日  |      |
| 新民街东花园               |      | 近现代代表性文物建筑       | 民国                   | 太原市杏花岭区新民北街49号                                       | 2000年9月21日  |      |
| 王家沟遗址                 | 1    | 古遗址                     | 旧石器时代             | 太原市古交市东曲街道办事处王家沟村南约200米                      | 2011年12月31日 |      |
| 长峪沟遗址                 | 2    | 古遗址                     | 旧石器时代             | 太原市古交市东曲街道办事处长峪沟社区东约200米                    | 2011年12月31日 |      |
| 镇城村遗址                 | 3    | 古遗址                     | 新石器时代             | 太原市尖草坪区柏板乡镇城村西台地上                               | 2011年12月31日 |      |
| 中社遗址                   | 4    | 古遗址                     | 新石器时代             | 太原市阳曲县黄寨镇中社村东北约500米                              | 2011年12月31日 |      |
| 西殿村遗址                 | 5    | 古遗址                     | 新石器时代             | 太原市阳曲县东黄水镇西殿村北台地上                               | 2011年12月31日 |      |
| 上庙湾遗址                 | 6    | 古遗址                     | 新石器时代             | 太原市娄烦县庙湾乡上庙湾村西约1000米、汾河水库东岸台地上         | 2011年12月31日 |      |
| 烧炕咀遗址                 | 7    | 古遗址                     | 新石器时代             | 太原市娄烦县静游镇峰岭底村东约100米                              | 2011年12月31日 |      |
| 西街遗址                   | 8    | 古遗址                     | 新石器时代             | 太原市娄烦县娄烦镇西街村东北约1200米                             | 2011年12月31日 |      |
| 南王峁遗址                 | 9    | 古遗址                     | 新石器时代             | 太原市娄烦县庙湾乡庙湾村北南王峁台地上                           | 2011年12月31日 |      |
| 南崖上遗址                 | 10   | 古遗址                     | 新石器时代、夏代       | 太原市阳曲县黄寨镇大屯庄村南约1200千米的南崖上                   | 2011年12月31日 |      |
| 大井峪遗址                 | 11   | 古遗址                     | 新石器时代、夏代       | 太原市万柏林区小井峪街道办事处大井峪村西北约100米、老虎威坡地上  | 2011年12月31日 |      |
| 钟岗遗址                   | 12   | 古遗址                     | 新石器时代、东周       | 太原市阳曲县黄寨镇官圪垛村北钟岗台地上                           | 2011年12月31日 |      |
| 黄坡遗址                   | 13   | 古遗址                     | 新石器时代、东周       | 太原市万柏林区神堂沟街道办事处黄坡村西北约200米的黄土垴上        | 2011年12月31日 |      |
| 南坪头遗址                 | 14   | 古遗址                     | 夏代                   | 太原市小店区北营街道办事处南坪头社区南约1000米台地上             | 2011年12月31日 |      |
| 大腰山遗址                 | 15   | 古遗址                     | 夏代                   | 太原市古交市岔口乡关头村东约100米大腰山上                        | 2011年12月31日 |      |
| 神童岭遗址                 | 16   | 古遗址                     | 夏代、东周             | 太原市娄烦县米峪镇乡柴厂村东南约1000米、南川河东岸台地上         | 2011年12月31日 |      |
| 梁上峁遗址                 | 17   | 古遗址                     | 东周                   | 太原市古交市常安乡麻家口村东北约100米梁上峁                      | 2011年12月31日 |      |
| 侯村遗址                   | 18   | 古遗址                     | 东周、汉代             | 太原市阳曲县侯村乡侯村东北约500米深沟河西岸                      | 2011年12月31日 |      |
| 狼孟城址                   | 19   | 古遗址                     | 战国至西晋             | 太原市阳曲县黄寨镇黄寨村东约100米                                | 2011年12月31日 |      |
| 东峰遗址                   | 20   | 古遗址                     | 南北朝、明代           | 太原市小店区黄陵街道办事处东峰社区北部台地                       | 2011年12月31日 |      |
| 青龙镇烽火台               | 21   | 古遗址                     | 宋代                   | 太原市阳曲县侯村乡青龙镇村东北                                   | 2011年12月31日 |      |
| 新店永宁堡址               | 22   | 古遗址                     | 明万历三年（1575）     | 太原市尖草坪区光社街道办事处新店村内                             | 2011年12月31日 |      |
| 杨家村隆盛堡址             | 23   | 古遗址                     | 清顺治六年（1649）     | 太原市尖草坪区柴村街道办事处杨家村东                             | 2011年12月31日 |      |
| 保宁寨址                   | 24   | 古遗址                     | 清代                   | 太原市迎泽区郝庄镇马庄村                                         | 2011年12月31日 |      |
| 枣园村落遗址               | 25   | 古遗址                     | 清代                   | 太原市迎泽区郝庄镇枣园村大桥沟山崖上                             | 2011年12月31日 |      |
| 西关口平天堡址             | 26   | 古遗址                     | 清代                   | 太原市尖草坪区柏板乡西关口村西约1000米山峁上                     | 2011年12月31日 |      |
| 辉天和尚塔墓               | 27   | 古墓葬                     | 明嘉靖十八年（1539）   | 太原市娄烦县娄烦镇后黑山村西500米                                | 2011年12月31日 |      |
| 郝相进墓塔                 | 28   | 古墓葬                     | 明嘉靖四十年（1561）   | 太原市娄烦县娄烦镇蒲峪村南200米                                  | 2011年12月31日 |      |
| 王希曾墓                   | 29   | 古墓葬                     | 明隆庆二年（1568）     | 太原市娄烦县娄烦镇城北村旧城北自然村西1480米                     | 2011年12月31日 |      |
| 王琼墓                     | 30   | 古墓葬                     | 明代                   | 太原市晋源区罗城街道办事处王家坟村西                             | 2011年12月31日 |      |
| 億万峰和尚寿塔             | 31   | 古墓葬                     | 清代                   | 太原市清徐县清源镇上固驿村南约1000米                             | 2011年12月31日 |      |
| 郭家梁墓群                 | 32   | 古墓葬                     | 待定                   | 太原市古交市常安乡郭家梁村北7500米狐爷山顶                       | 2011年12月31日 |      |
| 城隍庙                     | 33   | 古建筑                     | 明洪武三年(1370)       | 太原市杏花岭区鼓楼街道办事处西缉虎营社区城坊街3号                | 2011年12月31日 |      |
| 松庄慈云寺                 | 34   | 古建筑                     | 明代                   | 太原市迎泽区郝庄镇松庄村西                                       | 2011年12月31日 |      |
| 南街村龙天庙               | 35   | 古建筑                     | 明代                   | 太原市晋源区晋源街道办事处南街村南门外                           | 2011年12月31日 |      |
| 兴国寺                     | 36   | 古建筑                     | 明代                   | 太原市阳曲县泥屯镇东青善村中                                     | 2011年12月31日 |      |
| 寿昌寺                     | 37   | 古建筑                     | 明代                   | 太原市阳曲县东黄水镇大汉村西                                     | 2011年12月31日 |      |
| 惠庵寺                     | 38   | 古建筑                     | 明代                   | 太原市阳曲县泥屯镇白家社村东南                                   | 2011年12月31日 |      |
| 观音寺                     | 39   | 古建筑                     | 明代                   | 太原市娄烦县杜交曲镇罗家曲村内                                   | 2011年12月31日 |      |
| 西寨观音堂                 | 40   | 古建筑                     | 明至清                 | 太原市晋源区金胜镇西寨村东                                       | 2011年12月31日 |      |
| 植佛寺                     | 41   | 古建筑                     | 明至清                 | 太原市小店区北格镇辛村北                                         | 2011年12月31日 |      |
| 青龙镇文昌宫               | 42   | 古建筑                     | 明至清                 | 太原市阳曲县侯村乡青龙镇村北高坡上                               | 2011年12月31日 |      |
| 大盂泰山庙                 | 43   | 古建筑                     | 明至清                 | 太原市阳曲县大盂镇大盂村东                                       | 2011年12月31日 |      |
| 张拔玉泉寺                 | 44   | 古建筑                     | 明至清                 | 太原市阳曲县侯村乡张拔村南                                       | 2011年12月31日 |      |
| 录古咀卧龙堂               | 45   | 古建筑                     | 明至清                 | 太原市阳曲县黄寨镇录古咀村中                                     | 2011年12月31日 |      |
| 西吴北极宫                 | 46   | 古建筑                     | 明至清                 | 太原市小店区龙城街道办事处西吴社区北隅                           | 2011年12月31日 |      |
| 东岳庙                     | 47   | 古建筑                     | 明至清                 | 太原市晋源区晋源街道办事处东街村东大街                           | 2011年12月31日 |      |
| 西关口王家宅院             | 48   | 古建筑                     | 清康熙五十七年（1718） | 太原市尖草坪区柏板乡西关口村内                                   | 2011年12月31日 |      |
| 亨升久旧址                 | 49   | 古建筑                     | 清光绪二十四年（1898） | 太原市迎泽区柳巷街道办事处察院后社区靴巷33号                     | 2011年12月31日 |      |
| 泰山庙                     | 50   | 古建筑                     | 清代                   | 太原市迎泽区柳巷街道办事处校尉营社区二市场31号                   | 2011年12月31日 |      |
| 文殊寺                     | 51   | 古建筑                     | 清代                   | 太原市杏花岭区鼓楼街道办事处东仓巷社区城坊东街8号                | 2011年12月31日 |      |
| 西寨关帝庙                 | 52   | 古建筑                     | 清代                   | 太原市晋源区金胜镇西寨村东南                                     | 2011年12月31日 |      |
| 花塔关帝庙                 | 53   | 古建筑                     | 清代                   | 太原市晋源区晋祠镇花塔村中                                       | 2011年12月31日 |      |
| 王郭真武庙                 | 54   | 古建筑                     | 清代                   | 太原市晋源区晋祠镇王郭村                                         | 2011年12月31日 |      |
| 东关真武庙                 | 55   | 古建筑                     | 清代                   | 太原市晋源区晋源街道办事处东关村东                               | 2011年12月31日 |      |
| 马吉掌五龙庙               | 56   | 古建筑                     | 清代                   | 太原市尖草坪区马头水乡马吉掌村东                                 | 2011年12月31日 |      |
| 上兰广济寺                 | 57   | 古建筑                     | 清代                   | 太原市尖草坪区上兰街道办事处上兰村                               | 2011年12月31日 |      |
| 吉祥寺                     | 58   | 古建筑                     | 清代                   | 太原市尖草坪区柴村街道办事处峙头村                               | 2011年12月31日 |      |
| 刘家堡三官庙               | 59   | 古建筑                     | 清代                   | 太原市小店区刘家堡乡刘家堡村北                                   | 2011年12月31日 |      |
| 魁星阁                     | 60   | 古建筑                     | 清代                   | 太原市小店区北格镇辛村中部                                       | 2011年12月31日 |      |
| 延圣寺                     | 61   | 古建筑                     | 清代                   | 太原市小店区小店街道办事处孙家寨村东北                           | 2011年12月31日 |      |
| 辛村紫竹林                 | 62   | 古建筑                     | 清代                   | 太原市小店区北格镇辛村东隅                                       | 2011年12月31日 |      |
| 嘉节真武庙                 | 63   | 古建筑                     | 清代                   | 太原市小店区龙城街道办事处嘉节社区北隅                           | 2011年12月31日 |      |
| 黄花洞佛寺                 | 64   | 古建筑                     | 清代                   | 太原市阳曲县东黄水镇东黄水村东北约8000米红峗山腰处               | 2011年12月31日 |      |
| 青龙镇龙王庙               | 65   | 古建筑                     | 清代                   | 太原市阳曲县侯村乡青龙镇村西南                                   | 2011年12月31日 |      |
| 三畛真武庙                 | 66   | 古建筑                     | 清代                   | 太原市阳曲县大盂镇李家沟村三畛自然村西                           | 2011年12月31日 |      |
| 桥沟龙泉寺                 | 67   | 古建筑                     | 清代                   | 太原市阳曲县侯村乡桥沟村西                                       | 2011年12月31日 |      |
| 北社西林寺                 | 68   | 古建筑                     | 清代                   | 太原市阳曲县高村乡北社村西                                       | 2011年12月31日 |      |
| 东黄水圣母庙               | 69   | 古建筑                     | 清代                   | 太原市阳曲县东黄水镇东黄水村东                                   | 2011年12月31日 |      |
| 岔口乡关头观音堂           | 70   | 古建筑                     | 清代                   | 太原市古交市岔口乡关头村东                                       | 2011年12月31日 |      |
| 三家关帝庙                 | 71   | 古建筑                     | 清代                   | 太原市古交市邢家社乡龙子村三家自然村北                           | 2011年12月31日 |      |
| 岔口戏台                   | 72   | 古建筑                     | 清代                   | 太原市古交市岔口乡岔口村                                         | 2011年12月31日 |      |
| 南海寺                     | 73   | 古建筑                     | 清代                   | 太原市古交市河口镇吾儿峁村马连咀自然村中                         | 2011年12月31日 |      |
| 西曲福祥寺                 | 74   | 古建筑                     | 清代                   | 太原市古交市西曲街道办事处西曲社区西                             | 2011年12月31日 |      |
| 歇马武氏宅院               | 75   | 古建筑                     | 清代                   | 太原市古交市镇城底镇八字山村歇马自然村                           | 2011年12月31日 |      |
| 贾兆村东西一街85号赵家宅院 | 76   | 古建筑                     | 清代                   | 太原市清徐县清源镇贾兆村东西一街85号                             | 2011年12月31日 |      |
| 迎宪村武庙                 | 77   | 古建筑                     | 清代                   | 太原市清徐县迎宪村西赵家街18号                                   | 2011年12月31日 |      |
| 东马峪戏台                 | 78   | 古建筑                     | 清代                   | 太原市清徐县马峪乡东马峪村北                                     | 2011年12月31日 |      |
| 北宜武塔                   | 79   | 古建筑                     | 清代                   | 太原市清徐县徐沟镇北宜武村南                                     | 2011年12月31日 |      |
| 兴旺庄戏台                 | 80   | 古建筑                     | 清代                   | 太原市娄烦县米峪镇乡兴旺庄村南150米                              | 2011年12月31日 |      |
| 西蒲甘露寺                 | 81   | 古建筑                     | 清代                   | 太原市小店区北格镇西蒲村东南                                     | 2011年12月31日 |      |
| 峰东石窟                   | 82   | 石窟寺及石刻               | 唐代                   | 太原市阳曲县大盂镇上原村峰东自然村佛爷沟山崖上                   | 2011年12月31日 |      |
| 魏家店石窟                 | 83   | 石窟寺及石刻               | 清代                   | 太原市晋源区晋源街道办事处要子庄村魏家店自然村东700米            | 2011年12月31日 |      |
| 书业诚旧址                 | 84   | 近现代重要史迹及代表性建筑 | 民国四年（1915）       | 太原市迎泽区察院后社区靴巷35号                                   | 2011年12月31日 |      |
| 浑源会馆旧址               | 85   | 近现代重要史迹及代表性建筑 | 民国五年（1916）       | 太原市杏花岭区杏花岭街道办事处西华门社区精营西边街22号           | 2011年12月31日 |      |
| 广晋煤矿公司旧址           | 86   | 近现代重要史迹及代表性建筑 | 民国十八年（1929）     | 太原市杏花岭区杨家峪街道办事处杨家峪村东                         | 2011年12月31日 |      |
| 山西私立进山学校旧址       | 87   | 近现代重要史迹及代表性建筑 | 民国二十一年（1932）   | 太原市尖草坪区上兰街道办事处华工社区学院路3号中北大学院内        | 2011年12月31日 |      |
| 同蒲铁路管理局旧址         | 88   | 近现代重要史迹及代表性建筑 | 民国二十五年（1936）   | 太原市杏花岭区职工新街街道办事处小东关社区建设北路202号          | 2011年12月31日 |      |
| 牺盟会太原市委旧址         | 89   | 近现代重要史迹及代表性建筑 | 民国二十六年（1937）   | 太原市杏花岭区杏花岭街道办事处精营东边街社区精营东边街17号       | 2011年12月31日 |      |
| 侵华日军军营旧址           | 90   | 近现代重要史迹及代表性建筑 | 民国二十七年（1938）   | 太原市迎泽区迎泽街道办事处并州路三社区青年东街两侧               | 2011年12月31日 |      |
| 玉门沟调度站旧址           | 91   | 近现代重要史迹及代表性建筑 | 民国二十七年（1938）   | 太原市万柏林区南寒街道办事处北寒村西北                           | 2011年12月31日 |      |
| 侵华日军军部旧址           | 92   | 近现代重要史迹及代表性建筑 | 民国三十年（1941）     | 太原市杏花岭区坝陵桥街道办事处教场巷社区                         | 2011年12月31日 |      |
| 皇华馆12号民居             | 93   | 近现代重要史迹及代表性建筑 | 民国                   | 太原市迎泽区柳巷街道办事处海子边东街社区皇华馆12号               | 2011年12月31日 |      |
| 阎氏家宅                   | 94   | 近现代重要史迹及代表性建筑 | 民国                   | 太原市杏花岭区杏花岭街道办事处精营东边街社区南华门东四条3号      | 2011年12月31日 |      |
| 太原工程队旧址             | 95   | 近现代重要史迹及代表性建筑 | 民国                   | 太原市杏花岭区坝陵桥街道办事处新开巷社区新开南巷27号             | 2011年12月31日 |      |
| 杨爱源旧居                 | 96   | 近现代重要史迹及代表性建筑 | 民国                   | 太原市杏花岭区杏花岭街道办事处杏花岭社区南华门13号               | 2011年12月31日 |      |
| 王靖国公馆旧址             | 97   | 近现代重要史迹及代表性建筑 | 民国                   | 太原市杏花岭区杏花岭街道办事处天地坛社区西华门6号                | 2011年12月31日 |      |
| 徐永昌旧居                 | 98   | 近现代重要史迹及代表性建筑 | 民国                   | 太原市杏花岭区杏花岭街道办事处精营东边街社区精营东边街32号       | 2011年12月31日 |      |
| 吴村白家一号院             | 99   | 近现代重要史迹及代表性建筑 | 民国                   | 太原市清徐县清源镇吴村乡府东大街北六巷东20米                     | 2011年12月31日 |      |
| 山西省议会旧址             | 100  | 近现代重要史迹及代表性建筑 | 民国                   | 太原市杏花岭区鼓楼街道办事处东缉虎营社区东缉虎营1号              | 2011年12月31日 |      |
| 晋绥铁路银行旧址           | 101  | 近现代重要史迹及代表性建筑 | 民国                   | 太原市迎泽区柳巷街道办事处察院后社区帽儿巷27号                   | 2011年12月31日 |      |
| 五一百货大楼               | 102  | 近现代重要史迹及代表性建筑 | 1954年                 | 太原市迎泽区柳巷街道办事处海子边东街社区五一路南口西侧           | 2011年12月31日 |      |
| 矿机厂专家宿舍             | 103  | 近现代重要史迹及代表性建筑 | 1954年                 | 太原市杏花岭区敦化坊街道办事处矿机社区矿机厂宿舍一小区           | 2011年12月31日 |      |
| 迎泽宾馆                   | 104  | 近现代重要史迹及代表性建筑 | 1955年                 | 太原市迎泽区柳巷街道办事处铁匠巷社区迎泽大街中段北侧             | 2011年12月31日 |      |
| 并州饭店                   | 105  | 近现代重要史迹及代表性建筑 | 1956年                 | 太原市迎泽区迎泽街道办事处并州路一社区迎泽大街118号              | 2011年12月31日 |      |
| 晋阳饭店                   | 106  | 近现代重要史迹及代表性建筑 | 1956年                 | 太原市迎泽区迎泽街道办事处并州路一社区并州北路1号                | 2011年12月31日 |      |
| 太原市少年宫               | 107  | 近现代重要史迹及代表性建筑 | 1957年                 | 太原市迎泽区迎泽街道办事处解放南路一社区解放南路8号              | 2011年12月31日 |      |
| 山西省体育馆比赛馆         | 108  | 近现代重要史迹及代表性建筑 | 1958年                 | 太原市迎泽区迎泽街道办事处南内环街三社区双塔西街40号             | 2011年12月31日 |      |
| 山西省图书馆               | 109  | 近现代重要史迹及代表性建筑 | 1958年                 | 太原市迎泽区迎泽街道办事处解放南路一社区文源巷1号                | 2011年12月31日 |      |